# Batalla de El Burj
La Batalla de El Burj fue un combate librado durante la batalla de Jerusalén en la campaña del Sinaí y Palestina, el 1 de diciembre de 1917. La lucha sucedió entre la Fuerza Expedicionaria Egipcia (EEF) y el Grupo de Ejércitos Yildirim. La batalla de Jerusalén resultaría en la ocupación de la ciudad el 9 de diciembre de 1917.